# Phycus borneoensis
Phycus borneoensis är en tvåvingeart som beskrevs av Lyneborg 2003. Phycus borneoensis ingår i släktet Phycus och familjen stilettflugor. Inga underarter finns listade i Catalogue of Life.